# Список померлих від COVID-19 у світі (квітень — червень 2020)
Це список відомих людей, які померли від коронавірусної хвороби 2019 року (COVID-19) внаслідок зараження вірусом SARS-CoV-2 під час пандемії коронавірусної хвороби 2019–20 років в квітні — червні 2020 року.

## Квітень 2020
| Дата смерті    | Країна (місто)                          | Ім'я                            | Вік       | Примітки |
| -------------- | --------------------------------------- | ------------------------------- | --------- | --- |
| 1 квітня 2020  | Сербія (Белград)                        | Branislav Blažić                | 63 роки   | Хірург і політик, колишній Міністр охорони навколишнього природного середовища (Сербія)                                                                                   |
| 1 квітня 2020  | США (Hyattsville)                       | David Driskell                  | 88        | Художник і академік |
| 1 квітня 2020  | США (Гринвіч)                           | Kevin Duffy                     | 87 років  | Колишній суддя Окружного суду США у Південному окрузі Нью-Йорка |
| 1 квітня 2020  | Франція (Париж)                         | Bernard Epin                    | 83 роки   | Французький письменник і літературний критик |
| 1 квітня 2020  | Велика Британія (Лондон)                | Nur Hassan Hussein              | 83 роки   | Колишній прем'єр-міністр Сомалі |
| 1 квітня 2020  | США (Новий Орлеан)                      | Ellis Marsalis Jr.              | 85 років  | Джазовий піаніст |
| 1 квітня 2020  | США (Саддл-Рівер)                       | Бакі Піццареллі                 | 94 роки   | Джазовий гітарист |
| 1 квітня 2020  | США (Поукіпзі)                          | Адам Шлезінгер                  | 52 роки   | Автор пісень |
| 1 квітня 2020  | Іспанія (Мадрид)                        | Грегоріо Беніто                 | 73 роки   | Футболіст |
| 1 квітня 2020  | США (Сілвер-Спринг)                     | Richard Passman                 | 94 роки   | Інженер з авіації та вчений космонавтики |
| 1 квітня 2020  | Франція (Париж)                         | Dora Werzberg                   | 99 років  | Медсестра і соціальний працівник |
| 2 квітня 2020  | США (Нью-Йорк)                          | Патриція Босворт                | 86 років  | Акторка і письменниця |
| 2 квітня 2020  | Ліван (Бейрут)                          | Bernardita Catalla              | 62 роки   | Посол Філіппін у Лівані |
| 2 квітня 2020  | Італія (Романо ді Ломбардія)            | Дзаккарія Кометті               | 83 роки   | Футболіст |
| 2 квітня 2020  | Франція (Париж)                         | François de Gaulle              | 98 років  | Католицький священик і місіонер |
| 2 квітня 2020  | Аргентина (Мендоса)                     | Juan Giménez                    | 76 років  | Художник та ілюстратор |
| 2 квітня 2020  | Велика Британія (Брістоль)              | Eddie Large                     | 78 років  | Комік |
| 2 квітня 2020  | Туреччина                               | Feriha Öz                       | 87 років  | Турецька професорка |
| 2 квітня 2020  | США                                     | Aaron Rubashkin                 | 92        | Бізнесмен |
| 2 квітня 2020  | Індія (Амрітсар)                        | Nirmal Singh Khalsa             | 67 років  | співак |
| 2 квітня 2020  | Франція (Ланс)                          | Арнольд Совінскі                | 89 років  | Футболіст |
| 2 квітня 2020  | США (Гонолулу)                          | Arthur Whistler                 | 75 років  | етно-ботанік, академік і письменник |
| 2 квітня 2020  | Індонезія (Макасар)                     | Aptripel Tumimomor              | 53 роки   | Індонезійський політик та інженер |
| 2 квітня 2020  | США (Нью-Йорк)                          | Anick Jesdanun                  | 51        | Репортер та редактор, перший автор інтернету для Associated Press |
| 2 квітня 2020  | Велика Британія (Лондон)                | William Frankland               | 108 років | Алерголог та імунолог |
| 2 квітня 2020  | США (Сан-Антоніо)                       | Robert Beck                     | 83 роки   | Олімпієць, сучасний п'ятиборець |
| 2 квітня 2020  | Еквадор (Гуаякіль)                      | Gustavo Orellana                | 79 років  | Архітектор, викладач і співак, колишній секретар спорту та відпочинку |
| 2 квітня 2020  | Іспанія (Мадрид)                        | Manolo Navarro                  | 93 роки   | Тореадор |
| 3 квітня 2020  | США (Су-Фолс)                           | Bob Glanzer                     | 74 роки   | Політик, член Палати представників Південної Дакоти |
| 3 квітня 2020  |                                         | Arnold Demain                   | 92 роки   | Американський мікробіолог |
| 3 квітня 2020  | Іспанія (Мадрид)                        | Francisco Hernando Contreras    | 74        | іспанський забудовник |
| 3 квітня 2020  | Еквадор (Гуаякіль)                      | Rodrigo Pesántez Rodas          | 82 роки   | Еквадорський письменник і поет |
| 3 квітня 2020  | Еквадор                                 | Omar Quintana                   | 76 років  | Політик, спортивний виконавець та бізнесмен, колишній президент Національного конгресу Еквадору                                                                           |
| 3 квітня 2020  | Велика Британія (Лондон)                | Tim Robinson                    | 85        | Письменник і картограф |
| 3 квітня 2020  | Італія (Чезена)                         | Sergio Rossi                    | 84 роки   | Дизайнер взуття |
| 3 квітня 2020  | США (Нью-Йорк)                          | Arlene Stringer-Cuevas          | 86 років  | Колишній член міської ради Нью-Йорка |
| 3 квітня 2020  | Туреччина                               | Yusuf Kenan Sönmez              | 71–72     | Політик, колишній член Великої Національної Асамблеї Туреччини |
| 3 квітня 2020  | Нідерланди (Роттердам)                  | Hans Prade                      | 81 рік    | Суринамський дипломат |
| 3 квітня 2020  | Канада (Лонгьой)                        | Marguerite Lescop               | 104 роки  | Письменник |
| 3 квітня 2020  | Франція (Париж)                         | Henri Ecochard                  | 96 років  | Французький військовий офіцер |
| 3 квітня 2020  | США (Нью-Йорк)                          | Joel Shatzky                    | 76 років  | Письменник і професор літератури |
| 4 квітня 2020  | Велика Британія (Лондон)                | Jay Benedict                    | 68 років  | Американський актор, який працював здебільшого у Великій Британії |
| 4 квітня 2020  | Бельгія (Брюссель)                      | Philippe Bodson                 | 75 років  | Бельгійський бізнесмен і політик |
| 4 квітня 2020  | США (Шелтер-Айленд)                     | Forrest Compton                 | 94 роки   | Американський актор |
| 4 квітня 2020  | Бразилія (Сан-Пауло)                    | Florindo Corral                 | 70 років  | Бразильський бізнесмен |
| 4 квітня 2020  | США (Новий Орлеан)                      | Tom Dempsey                     | 73 роки   | Гравець американського футболу |
| 4 квітня 2020  | США                                     | Vincent Lionti                  | 60        | Альтист і диригент |
| 4 квітня 2020  | Франція (Париж)                         | Xavier Dor                      | 91 рік    | Ембріолог та активіст проти абортів |
| 4 квітня 2020  | США (Нью-Йорк)                          | Muhammad Sirajul Islam          | 77 років  | Колишній член парламенту Бангладеш |
| 4 квітня 2020  | Франція (Париж)                         | Marcel Moreau                   | 86 років  | Бельгійський письменник |
| 4 квітня 2020  | Велика Британія (Лондон)                | Anton Sebastianpillai           | 70        | Автор (відомий як Anton Sebastian) та консультант-геріатр |
| 4 квітня 2020  | Велика Британія (Бат)                   | Alexander Thynn                 | 87 років  | Аристократ, 7-а маркіза Бані |
| 4 квітня 2020  | Франція                                 | Frida Wattenberg                | 95 років  | Член французького опору |
| 4 квітня 2020  | США (Нью-Йорк)                          | Lila Fenwick                    | 87 років  | Адвокат, захисник прав людини та колишній чиновник ООН |
| 4 квітня 2020  | США (Нью-Йорк)                          | Olan Montgomery                 | 56 років  | Актор і художник |
| 4 квітня 2020  | Еквадор (Гуаякіль)                      | Carlos González-Artigas         | 72        | Еквадорський бізнесмен |
| 4 квітня 2020  | США (Нью-Йорк)                          | Kenneth Farnum                  | 89 років  | Ямайський олімпієць-велосипедист |
| 4 квітня 2020  | Індонезія (Джакарта)                    | Naek L. Tobing                  | 79 років  | Лікар |
| 4 квітня 2020  | Франція (Париж)                         | Leïla Menchari                  | 93        | Туніський декоратор і дизайнер |
| 4 квітня 2020  |                                         | Patrick Francfort               | 63 роки   | Французький барабанщик, учасник гурту Gibson Brothers |
| 4 квітня 2020  | Еквадор (Гуаякіль)                      | Giovanni Coppiano               | 54 роки   | Лікар і клоун |
| 4 квітня 2020  | Іспанія (Барселона)                     | Montserrat Sabater Bacigalupi   | 79 років  | Видавець |
| 5 квітня 2020  | США (Akron)                             | Lee Fierro                      | 91        | Акторка |
| 5 квітня 2020  | Єгипет (Каїр)                           | Махмуд Джабріль                 | 67 років  | лівійський політик, прем'єр-міністр Перехідної національної ради Лівії з 23 березня до 23 жовтня 2011                                                                     |
| 5 квітня 2020  | Велика Британія (Лондон)                | John Laws                       | 74 роки   | Колишній лорд-суддя Апеляційного суду |
| 5 квітня 2020  |                                         | Michel Parisse                  | 83 роки   | Французький історик |
| 6 квітня 2020  | США                                     | Helène Aylon                    | 89 років  | Художниця |
| 6 квітня 2020  | Іспанія (Лерида)                        | Josep Maria Benet i Jornet      | 79 років  | Драматург і сценарист |
| 6 квітня 2020  | Іспанія (Толедо)                        | Alfonso Cortina                 | 76 років  | Колишній президент Repsol YPF |
| 6 квітня 2020  |                                         | Jacques Le Brun                 | 88 років  | Французький історик |
| 6 квітня 2020  | США (Філадельфія)                       | Стефан (Сулик)                  | 95 років  | митрополит Філадельфійський Української греко-католицької церкви (1980—2000)                                                                                              |
| 6 квітня 2020  | Іспанія (Мадрид)                        | Riay Tatary                     | 72        | Мусульманський релігійний лідер, голова Ісламської комісії Іспанії |
| 6 квітня 2020  | США (Нассау)                            | Brahm Kanchibhotla              | 66 років  | Журналіст |
| 6 квітня 2020  | США (Нью-Йорк)                          | Adlin Mair-Clarke               | 78 років  | Спортсмен, який спеціалізувався на бігу з перешкодами та спринті, представляв Ямайку на Олімпійських іграх у 1964 та 1968 роках                                           |
| 6 квітня 2020  | Ізраїль (Єрусалим)                      | Штайнер Марк                    | 77 років  | Ізраїльський філософ |
| 6 квітня 2020  | Німеччина (Бонн)                        | Jean-Marie Zoellé               | 75 років  | Французький політик, мер Сен-Луї у Верхньому Рейні з 2011 року |
| 7 квітня 2020  | Велика Британія (Лондон)                | Jawdat Al-Qazwini               | 67        | Іракський учений |
| 7 квітня 2020  | Швейцарія                               | Roger Chappot                   | 79 років  | Хокеїст-олімпієць |
| 7 квітня 2020  | Франція (Екс-ан-Прованс)                | Robert Chaudenson               | 82 роки   | Лінгвіст |
| 7 квітня 2020  | Ірландія (Дублін)                       | Tom Scully                      | 89        | Священик, футбольний менеджер |
| 7 квітня 2020  | Франція (Париж)                         | Жан-Лоран Коше                  | 85 років  | французький режисер, актор театру та кіно |
| 7 квітня 2020  | США (Лос-Анджелес)                      | Allen Garfield                  | 80 років  | Актор |
| 7 квітня 2020  | Велика Британія (Лондон)                | Hudeydi                         | 92        | Музикант традиційної сомалійської музики |
| 7 квітня 2020  | Росія (Москва)                          | Мішик Казарян                   | 72 роки   | Професор-фізик |
| 7 квітня 2020  | Росія (Москва)                          | Синдаловський Григорій Хаїмович | 92 роки   | радянський і російський математик |
| 7 квітня 2020  | Чехія (Прага)                           | Jan Křen                        | 89 років  | Історик, академік і дисидент |
| 7 квітня 2020  | США (Нью-Йорк)                          | Yaakov Perlow                   | 89        | Хасидський равин |
| 7 квітня 2020  | США (Нашвілл)                           | John Prine                      | 73 роки   | Співак і автор пісень |
| 7 квітня 2020  |                                         | Nipper Read                     | 95 років  | Поліцейський та адміністратор боксу |
| 7 квітня 2020  | Італія (Потенца)                        | Donato Sabia                    | 56 років  | Бігун на середній дистанції |
| 7 квітня 2020  | США (Нью-Йорк)                          | Hal Willner                     | 64 роки   | Музичний продюсер |
| 7 квітня 2020  | США (Грінвіч)                           | Henry Graff                     | 98 років  | Історик |
| 7 квітня 2020  | США (Нью-Йорк)                          | Leib Groner                     | 88 років  | Рабин |
| 7 квітня 2020  | Гаяна (Джорджтаун)                      | John Percy Leon Lewis           | 77 років  | Військовий офіцер |
| 7 квітня 2020  |                                         | Roger Matthews                  | 71 рік    | Британський кримінолог |
| 7 квітня 2020  | Італія (Рим)                            | Miguel Ángel Tábet              | 78 років  | Венесуельський богослов |
| 7 квітня 2020  | Канада (Монреаль)                       | Ghyslain Tremblay               | 68 років  | Актор і комік |
| 7 квітня 2020  | Велика Британія (Лондон)                | Xudeydi                         | 92        | Музикант у традиційному сомалійському жанрі |
| 7 квітня 2020  | Франція (Париж)                         | Jacques Frémontier              | 89 років  | Журналіст і телевізійний продюсер |
| 7 квітня 2020  | Франція (Ліон)                          | Christophe Pras                 | 36 років  | Гравець і тренер з регбі |
| 7 квітня 2020  | Сполучені Штати Америки (Нью-Йорк)      | Eddy Davis                      | 79 років  | Музикант |
| 7 квітня 2020  | Сполучені Штати Америки (Нью Гайд Парк) | Ilona Murai Kerman              |           | Американська танцівниця |
| 8 квітня 2020  | США (Нью-Йорк)                          | Leila Benitez-McCollum          | 89        | Філіппіно-американська телеведуча та радіоведуча |
| 8 квітня 2020  | США (Бруклін)                           | Joel J. Kupperman               | 83 роки   | Професор філософії, письменник |
| 8 квітня 2020  | Іспанія (Мадрид)                        | Мігель Хонес                    | 81 рік    | Футболіст |
| 8 квітня 2020  | Канада (Монреаль)                       | Роберт Лін Керрол               | 81 рік    | Американський палеонтолог, спеціалізувався на палеозойських та мезозойських земноводних та плазунах.                                                                      |
| 8 квітня 2020  | США (Вермонт)                           | Bernie Juskiewicz               | 77 років  | Політик, колишній член Палати представників Вермонта (2013—2019) |
| 8 квітня 2020  | США (Нью-Йорк)                          | Шимон Окштейн                   | 69 років  | Американський художник і скульптор |
| 8 квітня 2020  | Італія (Мілан)                          | Франческо Ла Роза               | 93 роки   | італійський футболіст |
| 8 квітня 2020  | Франція (Лілль)                         | Henri Madelin                   | 83 роки   | Протестантський священик, теолог |
| 8 квітня 2020  | США (Олбані)                            | Richard L. Brodsky              | 73 роки   | Політик, колишній депутат штату Нью-Йорк |
| 9 квітня 2020  | США (Рейсленд)                          | Reggie Bagala                   | 54 роки   | Політик, член палати представників Луїзіани |
| 9 квітня 2020  |                                         | Marc Engels                     | 54        | Бельгійський звукоінженер |
| 9 квітня 2020  | Велика Британія (Лондон)                | Дмитро Смирнов                  | 71 рік    | Композитор російського походження, вікіпедист |
| 9 квітня 2020  | Велика Британія                         | Harvey Goldstein                | 80 років  | Британський статистик |
| 9 квітня 2020  | Канада (Торонто)                        | Ho Kam Ming                     | 95        | Канадський бойовий артист |
| 9 квітня 2020  |                                         | David Méresse                   | 89 років  | Французький футболіст і тренер |
| 9 квітня 2020  | Велика Британія (Бейзінгстоук)          | Lee Nurse                       | 43 роки   | Критик |
| 9 квітня 2020  | Франція                                 | Liliane Marchais                | 84 роки   | Французький активіст |
| 9 квітня 2020  | Бразилія (Сан-Паулу)                    | Vitor Sapienza                  | 86 років  | Член Законодавчої Асамблеї Сан-Паулу (1987—2019) |
| 9 квітня 2020  | Еквадор (Гуаякіль)                      | Roberto Román Valencia          | 75 років  | Спортивний журналіст |
| 9 квітня 2020  | Італія (Мілан)                          | Tullio Abbate                   | 75 років  | Бізнесмен і мотогонщик |
| 10 квітня 2020 | Нідерланди (Амстердам)                  | Frits Flinkevleugel             | 80        | Футболіст |
| 10 квітня 2020 | Іспанія (Сан-Себастьян)                 | Enrique Múgica                  | 88        | Колишній Міністр юстиції Іспанії, Омбудсмен та депутат |
| 10 квітня 2020 | Швеція (Стокгольм)                      | Marianne Lundquist              | 88 років  | Олімпійська плавчиня |
| 10 квітня 2020 | Велика Британія (Лондон)                | Rifat Chadirji                  | 93        | Іракський архітектор, фотограф та активіст |
| 10 квітня 2020 | США (Нью-Йорк)                          | Ceybil Jefferies                |           | Хаус і R&B вокаліст |
| 10 квітня 2020 | США (Нью-Йорк)                          | Samuel Hargress II              | 84 роки   | Власник джазового клубу |
| 10 квітня 2020 | Нідерланди (Boxmeer)                    | Bas Mulder                      | 88        | Голландсько-суринамський священик |
| 10 квітня 2020 | Нідерланди (Амстердам)                  | Ing Yoe Tan                     | 71        | Член Нідерландського сенату (1999–2011) |
| 10 квітня 2020 | Гана (Аккра)                            | Jacob Plange-Rhule              | 62        | Лікар, ректор Ганського коледжу лікарів та хірургів (з 2015) |
| 10 квітня 2020 | Іспанія (Мадрид)                        | Iris M. Zavala                  | 83 роки   | Пуерто-ріканський автор, борець за незалежність та інтелектуал |
| 11 квітня 2020 | США (Нью-Йорк)                          | Stanley Chera                   | 77–78     | Директор з нерухомості |
| 11 квітня 2020 | Латвія (Рига)                           | Роландс Тярве                   | 54        | Латвійський журналіст і громадський діяч |
| 11 квітня 2020 | США (Принстон)                          | Джон Конвей                     | 82 роки   | Британський математик |
| 11 квітня 2020 | США (Нью-Йорк)                          | Wynn Handman                    | 97 років  | Художній керівник |
| 11 квітня 2020 | США (Лонгмедоу)                         | David Cohen                     | 102 роки  | Солдат і шкільний учитель |
| 11 квітня 2020 | Франція                                 | Hélène Châtelain                | 84 роки   | Французька акторка |
| 11 квітня 2020 | Франція (Париж)                         | Gillian Wise                    | 84 роки   | Англійський художник-абстракціоніст |
| 11 квітня 2020 | Велика Британія                         | Simon Barrington-Ward           | 89 років  | Єпископ Ковентрі в Церкві Англії |
| 11 квітня 2020 | Іспанія (Вальядолід)                    | Pablo Puente Aparicio           | 74 роки   | Архітектор і університетський професор |
| 12 квітня 2020 | Іспанія (Гвадалахара)                   | Francisco Aritmendi             | 81 рік    | Олімпієць, бігун на великі дистанції |
| 12 квітня 2020 | Велика Британія                         | Браян Арровсміт                 | 79 років  | Британський футболіст і футбольний менеджер |
| 12 квітня 2020 | Ізраїль (Єрусалим)                      | Eliyahu Bakshi-Doron            | 79        | Колишній головний рабин-Сефарді Ізраїлю |
| 12 квітня 2020 | Велика Британія                         | Tim Brooke-Taylor               | 79 років  | Комік |
| 12 квітня 2020 | Іспанія (Мадрид)                        | Carlos Seco Serrano             | 96 років  | Іспанський історик |
| 12 квітня 2020 | Франція (Монбар)                        | Моріс Бар'є                     | 87 років  | Актор і співак |
| 12 квітня 2020 | Мексика (Мехіко)                        | Jaime Ruiz Sacristán            | 70 років  | Економіст та президент Мексиканської фондової біржі. |
| 12 квітня 2020 | Сомалі (Могадішу)                       | Khalif Mumin Tohow              |           | Політик, державний міністр юстиції штату Хіршабель (Сомалі) |
| 12 квітня 2020 | Канада (Монреаль)                       | Claude Beauchamp                | 80        | Редактор і журналіст |
| 12 квітня 2020 | Куба (Гавана)                           | Victor Batista Falla            | 87        | Редактор і видавець |
| 12 квітня 2020 | Франція (Лілль)                         | André Manaranche                | 93 роки   | Священик-єзуїт і богослов |
| 12 квітня 2020 | США (Нью-Йорк)                          | Joel M. Reed                    | 86 років  | Кінорежисер і сценарист |
| 12 квітня 2020 | Камерун (Дуала)                         | Samuel Wembé                    | 73 роки   | Колишній депутат Національної асамблеї Камеруна |
| 12 квітня 2020 | Нідерланди (Амстердам)                  | Kishen Bholasing                | 35 років  | Сурінамський співак і перкусіоніст |
| 13 квітня 2020 | Іспанія                                 | Бальдірі Алаведра               | 76 років  | Іспанський футболіст |
| 13 квітня 2020 | США (Нью-Йорк)                          | Gil Bailey                      | 84        | Ямайський радіоведучий |
| 13 квітня 2020 | США (Річмонд)                           | Jerry Givens                    | 67 років  | Адвокат, який виступав проти смертної кари |
| 13 квітня 2020 | США                                     | Thomas Kunz                     | 81 рік    | Американський біолог |
| 13 квітня 2020 | Франція (Париж)                         | Philippe Lécrivain              | 78 років  | Священик-єзуїт та історик |
| 13 квітня 2020 | США (Блумінгтон)                        | Dennis G. Peters                | 82 роки   | Електрохімік |
| 13 квітня 2020 | Велика Британія (Лондон)                | Avrohom Pinter                  | 71        | Рабин і політик |
| 13 квітня 2020 | Франція (Страсбург)                     | Bernard Stalter                 | 63 роки   | Підприємець і політик |
| 13 квітня 2020 | Іспанія (Валенсія)                      | Juan Cotino                     | 70 років  | Політик, колишній генеральний директор поліції (Іспанія) |
| 13 квітня 2020 | США (Сіетл)                             | Rick May                        | 79 років  | Актор і режисер театру |
| 13 квітня 2020 | Франція (Париж)                         | Sarah Maldoror                  | 90 років  | Кінорежисер |
| 13 квітня 2020 | Пакистан (Пешавар)                      | Zafar Sarfraz                   | 50 років  | Крикетник |
| 13 квітня 2020 | США (Лос-Анджелес)                      | Ann Sullivan                    | 91 рік    | Аніматор |
| 13 квітня 2020 | США (Нью-Йорк)                          | Benjamin Levin                  | 93 роки   | Ізраїльський партизан, народжений у Литві, який пережив Голокост |
| 13 квітня 2020 | Еквадор (Гуаякіль)                      | José Marroquín Yerovi           | 76 років  | Священник |
| 14 квітня 2020 | Туреччина (Трабзон)                     | Гайдар Баш                      | 73 роки   | Політик |
| 14 квітня 2020 | Ірландія (Portlaoise)                   | Danny Delaney                   |           | Гравець у гельський футбол |
| 14 квітня 2020 | Велика Британія (Farnworth)             | Cyril Lawrence                  | 99 років  | Футболіст |
| 14 квітня 2020 | Бразилія (Форталеза)                    | Aldo di Cillo Pagotto           | 70 років  | Колишній архієпископ Римо-католицької архієпархії Параїба |
| 14 квітня 2020 | США (Нью-Джерсі)                        | Margit Feldman                  | 90 років  | Пережила Голокост |
| 14 квітня 2020 | США                                     | Вільям Ґердтс                   | 91 рік    | Американський історик мистецтва |
| 14 квітня 2020 | Велика Британія (Лондон)                | Майкл Гілкс                     | 87        | Гаянський письменник |
| 14 квітня 2020 | Португалія (Лісабон)                    | Maria de Sousa                  | 80 років  | Імунолог |
| 14 квітня 2020 | США (Філадельфія)                       | Ella King Russell Torrey        | 94 роки   | Правозахисниця, помічник Елеонори Рузвельт |
| 14 квітня 2020 | Велика Британія (Пітерборо)             | Peter Whiteside                 | 67 років  | Олімпієць, сучасний п'ятиборець |
| 14 квітня 2020 | США                                     | Helen Damico                    | 89 років  | Дослідник давньоанглійської літератури |
| 15 квітня 2020 | Швеція (Стокгольм)                      | Adam Alsing                     | 51 рік    | Ведучий радіо і телебачення |
| 15 квітня 2020 | Велика Британія                         | Джон Гафтон                     | 88 років  | Кліматолог |
| 15 квітня 2020 | США (Лос-Анджелес)                      | Аллен Давіо                     | 77 років  | Американський кінооператор. Лауреат премії BAFTA за кращу операторську роботу у фільмі «Імперія Сонця».                                                                   |
| 15 квітня 2020 | США (Нью-Йорк)                          | Лі Коніц                        | 92 роки   | Джазовий композитор та альто-саксофоніст |
| 15 квітня 2020 | США (Нью-Йорк)                          | Henry Grimes                    | 84 роки   | Джазовий музикант |
| 15 квітня 2020 | США (Нью-Йорк)                          | Joseph Feingold                 | 97 років  | Архітектор |
| 15 квітня 2020 | Франція (Париж)                         | Bruce Myers                     | 78 років  | Актор і комік |
| 15 квітня 2020 | Велика Британія (Лондон)                | Shahin Shahablou                | 56 років  | Фотограф |
| 15 квітня 2020 | Демократична республіка Конго (Кіншаса) | Gérard Mulumba Kalemba          | 82 роки   | Колишній єпископ Римо-католицької єпархії Мвеки |
| 15 квітня 2020 | США (Нью-Йорк)                          | Milena Jelinek                  | 84        | Чесько-американський сценарист |
| 15 квітня 2020 | США (Баффало)                           | John Pfahl                      | 81 рік    | Фотограф |
| 15 квітня 2020 | Туреччина (Стамбул)                     | Ülkü Azrak                      | 86–87     | Академік та правник, засновник Школи політичних наук Стамбульського університету                                                                                          |
| 15 квітня 2020 | Еквадор (Гуаякіль)                      | Augusto Itúrburu                | 40 років  | Спортивний журналіст |
| 16 квітня 2020 | Іспанія (Ов'єдо)                        | Луїс Сепульведа                 | 70 років  | Чилійський письменник |
| 16 квітня 2020 | Франція (Париж)                         | Francesco Di Carlo              | 79 років  | Італійський гангстер |
| 16 квітня 2020 | Іспанія (Мадрид)                        | Santiago Lanzuela               | 71 рік    | Колишній президент уряду Арагону (1995—1999) |
| 16 квітня 2020 | США (Нью-Йорк)                          | Henry Miller                    | 89 років  | Адвокат і юрист |
| 16 квітня 2020 | США (Лендсдейл)                         | Jim Fraser                      | 83 роки   | Гравець американського футболу |
| 16 квітня 2020 | Росія (Москва)                          | Радов Олександр Георгійович     | 79 років  | Радянський і російський кінорежисер, сценарист, продюсер, журналіст |
| 16 квітня 2020 | Перу (Пукальпа)                         | Glider Ushñahua                 | 51 рік    | Член Конгресу Республіки Перу (2016—2019) |
| 16 квітня 2020 | Франція (Брест)                         | Крістоф                         | 74 роки   | Співак |
| 17 квітня 2020 | Італія (Граведона)                      | Corrado Lamberti                | 72 роки   | Астрофізик і науковий журналіст |
| 17 квітня 2020 | США (Опеліка)                           | Бенні Джин Едкінс               | 86 років  | Солдат Армії Сполучених Штатів Америки і кавалер Медалі Пошани |
| 17 квітня 2020 | Велика Британія                         | Норман Гантер                   | 76        | Футболіст, тренер |
| 17 квітня 2020 | Індонезія (Джакарта)                    | Lukman Niode                    | 56 років  | Плавець-олімпієць |
| 17 квітня 2020 | Велика Британія (Лондон)                | Matthew Seligman                | 64 роки   | Бас-гітарист, учасник гурту The Soft Boys |
| 17 квітня 2020 | США (Винневуд, Пенсільванія)            | Gene Shay                       | 85 років  | Диск-жокей |
| 17 квітня 2020 | Іспанія                                 | Jesús Vaquero                   | 70        | Нейрохірург і професор |
| 17 квітня 2020 | Нігерія (Лагос)                         | Abba Kyari                      | 67 років  | Начальник апарату Президента (Нігерія) |
| 17 квітня 2020 | США (Нью-Йорк)                          | Giuseppi Logan                  | 84 роки   | Джазовий музикант |
| 17 квітня 2020 | США (Нью-Йорк)                          | Iris Love                       | 86 років  | Археолог і собаківник |
| 17 квітня 2020 | США (Нью-Йорк)                          | Arlene Saunders                 | 89 років  | Американський оперний сопрано |
| 17 квітня 2020 | США (Нью-Йорк)                          | Едді Коттон                     | 72        | Американський боксерський рефері, який судив поєдинок Леннокса Льюїса і Майка Тайсона у 2002 році                                                                         |
| 17 квітня 2020 | Італія (Салуццо)                        | Enrico Comba                    | 63 роки   | Історик та антрополог |
| 18 квітня 2020 | Швеція (Стокгольм)                      | Erik Belfrage                   | 74 роки   | Дипломат і бізнесмен |
| 18 квітня 2020 | Гвінея (Конакрі)                        | Sékou Kourouma                  |           | Начальник апарату Президента Гвінеї Альфа Конде |
| 18 квітня 2020 | Італія (Мілан)                          | Урано Наварріні                 | 74 роки   | Футболіст і футбольний тренер |
| 18 квітня 2020 | Франція (Париж)                         | Jacques Rosny                   | 81 рік    | Актор |
| 18 квітня 2020 | США (Денвер)                            | Bob Lazier                      | 81 рік    | Автогонщик |
| 18 квітня 2020 | США (Бронкс)                            | Eva Konrad Hawkins              | 90 років  | Професор-біолог |
| 18 квітня 2020 | США (Південна Філадельфія)              | Emma Weigley                    | 87 років  | Дієтолог |
| 18 квітня 2020 | Велика Британія (Лондон)                | Gulshan Ewing                   | 92        | Індійський журналіст |
| 18 квітня 2020 | Італія (Вербанія)                       | Gangchen Tulku Rinpoche         | 78 років  | Тибетсько-італійський лама |
| 18 квітня 2020 | США (Нью-Йорк)                          | Jack Lotz                       | 86        | Рефері боротьби |
| 19 квітня 2020 | США (Нью-Йорк)                          | Noach Dear                      | 66        | Суддя Верховного суду Нью-Йорка |
| 19 квітня 2020 | Канада (Лонгьой)                        | Claude Lafortune                | 83 роки   | Паперовий скульптор, художник-постановник та телезірка |
| 19 квітня 2020 | Франція                                 | Філіп Наон                      | 81 рік    | Актор |
| 19 квітня 2020 | Філіппіни                               | Heherson Alvarez                | 80 років  | Колишній член Палати представників Філіппін та Сенату Філіппін |
| 19 квітня 2020 | Росія (Москва)                          | Олександр Вустін                | 76 років  | Російський композитор |
| 19 квітня 2020 | Росія (Москва)                          | Харченко Володимир Петрович     | 85 років  | Радянський і російський учений-медик, хірург-онколог. Академік РАН (2013), РАМН (2000, член-кореспондент з 1995), доктор медичних наук, професор (1985), уродженець Криму |
| 19 квітня 2020 | США (Нью-Бритен)                        | Steve Dalkowski                 | 80 років  | Баскетболіст |
| 19 квітня 2020 | Чилі (Сантьяго)                         | Sergio Onofre Jarpa             | 99 років  | Політик, Міністр внутрішніх справ Чилі (1983—1985) |
| 19 квітня 2020 | Велика Британія (Лондон)                | Terry Doran                     | 80        | Менеджер поп-музики та виконавчий директор музичного видавництва, відомий своєю співпрацею з Бітлз та Браяном Епштейном                                                   |
| 20 квітня 2020 | Велика Британія (Дербі)                 | Manjeet Singh Riyat             | 52        | Британський консультант з екстреної медицини |
| 20 квітня 2020 | Росія                                   | Іван Щоголєв                    | 59 років  | Російський актор і режисер |
| 20 квітня 2020 | Іспанія (Вілафранка-дель-Пенедес)       | Josep Sala Mañé                 | 82        | Кастельє |
| 20 квітня 2020 | США (Вашингтон)                         | H. G. Carrillo                  | 59        | Кубинсько-американський новеліст |
| 20 квітня 2020 | Ірландія (Дроеда)                       | Tom Mulholland                  | 84 роки   | Гельський футболіст |
| 20 квітня 2020 | Іспанія (Канарські острови)             | Emeterio Gómez                  | 78 років  | Економіст |
| 20 квітня 2020 | Франція (Кламар)                        | Claude Evrard                   | 86        | Актор |
| 20 квітня 2020 | Танзанія                                | Gertrude Rwakatare              | 69 років  | Член Національної асамблеї Танзанії (з 2007) |
| 20 квітня 2020 | Швейцарія (Женева)                      | Jiří Toman                      | 81 рік    | Юрист і професор |
| 21 квітня 2020 | Малі (Ніоно)                            | Belco Bah                       | 61–62     | Член Національної асамблеї Малі |
| 21 квітня 2020 | Іспанія (Мадрид)                        | Miguel Ángel Troitiño           | 72–73     | Іспанський географ, експерт з питань культурного туризму та збереження історичної спадщини                                                                                |
| 21 квітня 2020 | Ірландія (Дублін)                       | Dave Bacuzzi                    | 79 років  | Британський футболіст |
| 21 квітня 2020 | Румунія (Сучава)                        | Nelu Bălășoiu                   | 71 рік    | Румунський фольклорний співак |
| 21 квітня 2020 | Іспанія (Мадрид)                        | José María Calleja              | 64 роки   | Іспанський журналіст |
| 21 квітня 2020 | США (Редвуд-Сіті)                       | Дональд Кеннеді                 | 88 років  | Колишній Уповноважений з питань продовольства та лікарських засобів США та колишній президент Стенфордського університету                                                 |
| 21 квітня 2020 | США (Вудленд-Гіллз)                     | Joel Rogosin                    | 87        | Телепродюсер і автор серіалів |
| 21 квітня 2020 | США                                     | Richard Fenno                   | 93 роки   | Політолог |
| 21 квітня 2020 | Франція (Брест)                         | Jacques Pellen                  | 63        | Французький джазовий гітарист |
| 21 квітня 2020 | США (Філадельфія)                       | Теруюкі Оказакі                 | 88 років  | Японський майстер карате |
| 21 квітня 2020 | Нідерланди                              | Koos van den Berg               | 77 років  | Голландський політик, колишній член Палати представників |
| 21 квітня 2020 | США (Нью-Йорк)                          | Philip Foglia                   | 69 років  | Адвокат та громадський активіст |
| 21 квітня 2020 | США                                     | Jack Taylor                     | 84 роки   | Член сенату штату Колорадо (2000—2008) та палати представників штату Колорадо (1992—2000)                                                                                 |
| 21 квітня 2020 | Бразилія (Белем)                        | Gerson Peres                    | 88 років  | Член бразильської палати депутатів (1983—2003 і 2007—2011) |
| 21 квітня 2020 | Велика Британія (Белфаст)               | Jonathan Bardon                 | 78        | Історик, автор книг |
| 22 квітня 2020 | США                                     | Matthew Madonna                 | 84–85     | Гангстер |
| 22 квітня 2020 | Іспанія (Мандайона)                     | El Príncipe Gitano              | 88 років  | Іспанський співак та танцівник фламенко |
| 22 квітня 2020 | Велика Британія                         | Julian Perry Robinson           | 78/79     | Британський хімік |
| 22 квітня 2020 | США (Філадельфія)                       | Bootsie Barnes                  | 82 роки   | Американський джазовий саксофоніст |
| 23 квітня 2020 | Велика Британія (Мейдстоун)             | Peter Gill                      | 89 років  | Гольфіст |
| 23 квітня 2020 | США (Нью-Йорк)                          | Fred the Godson                 | 35 років  | DJ та репер |
| 23 квітня 2020 | США (Плейнсборо Тауншип)                | Al Angrisani                    | 70 років  | Автор, бізнес-консультант та корпоративний керівник |
| 23 квітня 2020 | Японія (Токіо)                          | Kumiko Okae                     | 63 роки   | Актриса, голосова актриса та телеведуча |
| 23 квітня 2020 | Нідерланди                              | Henk Overgoor                   | 75 років  | Голландський футболіст |
| 24 квітня 2020 | США (Ньютон)                            | Burton Rose                     | 77        | Американський нефролог |
| 24 квітня 2020 | США (Детройт)                           | Mike Huckaby                    | 54        | Діджей |
| 24 квітня 2020 | США (Вашингтон)                         | Gerald Slater                   | 86        | Виконавчий директор та продюсер громадського телебачення |
| 24 квітня 2020 | Росія (Москва)                          | Ігор Гончаров                   | 80 років  | Радянський і російський медик, доктор медичних наук, професор |
| 24 квітня 2020 | Японія (Токіо)                          | Yukio Okamoto                   | 74 роки   | Японський дипломат |
| 24 квітня 2020 | США (Нейшенал-Сіті)                     | Carlos Ernesto Escobar Mejía    | 57        | Чоловік із Сальвадору, який іммігрував до США у 1980 році та прожив у Лос-Анджелесі понад 20 років. Перший емігрант у США, померлий від COVID-19 під вартою               |
| 25 квітня 2020 | США (Винневуд)                          | Alan Abel                       | 91        | Перкусіоніст і музичний педагог |
| 25 квітня 2020 | Бразилія (Ресіфі)                       | Ricardo Brennand                | 92 роки   | Бізнесмен, інженер та колекціонер творів мистецтва |
| 25 квітня 2020 | Бельгія (Брюссель)                      | Henri Kichka                    | 94 роки   | Пережив голокост |
| 25 квітня 2020 | Швеція (Стокгольм)                      | Gunnar Seijbold                 | 65 років  | Фотограф |
| 25 квітня 2020 | США (Нью-Йорк)                          | Madeline Kripke                 | 76 років  | Колекціонер книг |
| 25 квітня 2020 | Велика Британія (Лестер)                | Robert Mandell                  | 90 років  | Американський диригент |
| 26 квітня 2020 | США (Бостон)                            | Emilio S. Allué                 | 85 років  | Єпископ Римо-католицької архієпархії Бостона |
| 26 квітня 2020 | Велика Британія                         | John Rowlands                   | 73 роки   | Англійський футболіст |
| 26 квітня 2020 | Індія (Ахмадабад)                       | Badruddin Shaikh                | 67 років  | Індійський політик |
| 26 квітня 2020 | Росія (Курськ)                          | Веніамін (Корольов)             | 54 роки   | Єпископ РПЦ |
| 26 квітня 2020 | Франція (Авіньйон)                      | Henri Weber                     | 75 років  | Колишній французький сенатор і колишній Євродепутат |
| 26 квітня 2020 | Бразилія (Манаус)                       | Miquéias Fernandes              | 69 років  | Член Законодавчої Асамблеї Амазонас (1991—2002) |
| 26 квітня 2020 | Ірландія (Дублін)                       | Laura Bernal                    | 64        | Дипломат, посол Аргентини в Ірландії |
| 27 квітня 2020 | Пакистан (Равалпінді)                   | Zafar Rasheed Bhatti            | 70        | Журналіст |
| 27 квітня 2020 | Італія (Барі)                           | Francesco Perrone               | 89 років  | Олімпійський бігун на великі дистанції |
| 27 квітня 2020 | США (Джексонвілл)                       | Troy Sneed                      | 52 роки   | Євангельський музикант |
| 27 квітня 2020 | Нідерланди (Амстердам)                  | Chavalit Soemprungsuk           | 80 років  | Тайландський художник, скульптор та друкар |
| 27 квітня 2020 | Бразилія (Белем)                        | Asdrubal Bentes                 | 80 років  | Член бразильської палати депутатів (1987—1991; 1997—1999 і 2001—2014) |
| 27 квітня 2020 | США (Нью-Йорк)                          | James Mahoney                   | 62        | Пульмонолог та інтерніст |
| 27 квітня 2020 | США (Лейквуд Тауншип)                   | Рабин Yehudah Jacobs            | 80–89     | Mashgiach ruchani в Beth Medrash Govoha |
| 27 квітня 2020 | Таїланд (Бангкок)                       | Yupadee Kobkulboonsiri          | 51        | Дизайнер ювелірних виробів |
| 27 квітня 2020 | США (Рошель-Парк)                       | Rana Zoe Mungin                 | 30 років  | Письменниця і вчителька |
| 28 квітня 2020 | США                                     | Georgianna Glose                | 74 роки   | Католицька черниця і активістка |
| 28 квітня 2020 | Індонезія (Танджунгпінанг)              | Syahrul                         | 59 років  | Політик, мер м. Танджунгпінанг (з 2018) |
| 28 квітня 2020 | Італія (Риволі)                         | Silas Silvius Njiru             | 91 рік    | Кенійський римо-католицький прелат, колишній єпископ Римо-католицької єпархії Меру                                                                                        |
| 29 квітня 2020 | Італія (Мілан)                          | Germano Celant                  | 80        | Мистецтвознавець, критик |
| 29 квітня 2020 | США (Філадельфія)                       | Dick Lucas                      | 86 років  | Гравець у американський футбол |
| 29 квітня 2020 | США                                     | Lenora Garfinkel                | 89        | Архітектор |
| 29 квітня 2020 | Танзанія                                | Richard Ndassa                  | 61 рік    | Член Національної асамблеї Танзанії (з 1995) |
| 29 квітня 2020 | Ірландія (Енніс)                        | Noel Walsh                      | 84        | Підполковник, футболіст, селектор, менеджер та адміністратор |
| 29 квітня 2020 | Велика Британія (Лондон)                | Мартін Ловетт                   | 93        | Віолончеліст, учасник Амадеус-квартет |
| 30 квітня 2020 | Мексика (Мехіко)                        | Óscar Chávez                    | 85 років  | Співак |
| 30 квітня 2020 | Франція (Бург-ан-Бресс)                 | Jean-Marc Manducher             | 71 рік    | Бізнесмен і спортивний виконавець |
| 30 квітня 2020 |                                         | Sylvie Vincent                  | 79 років  | Канадійський антрополог і етнолог |
| 30 квітня 2020 | Нігерія (Кеффі)                         | Suleiman Adamu                  |           | Член Державного будинку зборів штату Насарава |
| 30 квітня 2020 | Сполучені Штати Америки (Роквілл)       | Alyce Chenault Gullattee        | 91 рік    | Психіатр, професор медичної школи та активіст |

## Травень 2020
| Дата смерті    | Країна (місто)                               | Ім'я                          | Вік       | Примітки |
| -------------- | -------------------------------------------- | ----------------------------- | --------- | --- |
| 1 травня 2020  | США (Вашингтон)                              | Yu Lihua                      | 88 років  | Китайсько-американський письменник |
| 1 травня 2020  | Іспанія (Кастельдафелс)                      | África Lorente Castillo       | 65 років  | Колишній член парламенту Каталонії (1984—1988) |
| 1 травня 2020  | Бразилія (Сан-Пауло)                         | Fernando Sandoval             | 77 років  | Олімпієць, гравець у водне поло |
| 1 травня 2020  | Танзанія (Додома)                            | Augustine Mahiga              | 74 роки   | Міністр юстиції та конституційних справ Танзанії (з 2019) |
| 1 травня 2020  | Іспанія (Леон)                               | Gilbert Luis R. Centina III   | 72 роки   | Католицький священик, поет і письменник |
| 2 травня 2020  | Пакистан (Саргодха)                          | Allah Yar Ansari              | 77 років  | Колишній член провінційного зібрання Пенджабу |
| 2 травня 2020  | США                                          | Jim Cross                     | 83 роки   | Американський хокейний гравець і тренер |
| 2 травня 2020  | Велика Британія (Лестер)                     | John Ogilvie                  | 91 рік    | Футболіст |
| 2 травня 2020  | Індія (Нью-Делі)                             | Ajay Kumar Tripathi           | 62 роки   | Суддя |
| 2 травня 2020  |                                              | Daniel S. Kemp                | 83 роки   | Американський хімік-органік |
| 2 травня 2020  |                                              | Justa Barrios                 |           | Американський працівник домашнього піклування та організатор праці |
| 2 травня 2020  | США (Фалмут)                                 | Ralph McGehee                 | 92 роки   | Розвідник |
| 2 травня 2020  | Афганістан (Кабул)                           | Munir Mangal                  | 70        | Військовий генерал у відставці, колишній командувач Афганської національної поліції |
| 2 травня 2020  | Канада                                       | Jim Henderson                 | 79 років  | Канадський політичний діяч, колишній член Законодавчої асамблеї Онтаріо |
| 2 травня 2020  | США (Манассас)                               | Meyer Rubin                   | 96 років  | Геолог |
| 3 травня 2020  | Велика Британія                              | Дейв Грінфілд                 | 71 рік    | Клавішник, учасник гурту The Stranglers |
| 3 травня 2020  | Туреччина (Стамбул)                          | Ömer Döngeloğlu               | 51–52     | Теолог |
| 3 травня 2020  | США (Роквілл)                                | Roy Lester                    | 96        | Гравець і тренер американського футболу |
| 3 травня 2020  | Нігер (Ніамей)                               | Mohamed Ben Omar              | 55 років  | Міністр зайнятості, праці та соціального захисту Нігеру |
| 3 травня 2020  | Швейцарія (Чур)                              | Tendol Gyalzur                | 69        | Тибетсько-швейцарський гуманітарій |
| 4 травня 2020  | Бразилія (Ріо-де-Жанейро)                    | Aldir Blanc                   | 73 роки   | Автор та лірик |
| 4 травня 2020  | Північна Македонія (Скоп'є)                  | Dragan Vučić                  | 65        | Композитор і співак |
| 4 травня 2020  | Росія (Москва)                               | Іона (Карпухін)               | 78 років  | Архієрей РПЦ, колишній митрополит Астраханський та Камизякський |
| 4 травня 2020  | Росія (Москва)                               | Шувалов Валерій Павлович      | 80 років  | Кінооператор, заслужений діяч мистецтв Росії |
| 4 травня 2020  | США (Вестленд)                               | Motoko Fujishiro Huthwaite    | 92 роки   | Пам'яткоохоронець |
| 4 травня 2020  | Швеція (Гетеборг)                            | Gunnar Larsson                | 80 років  | Спортивний адміністратор |
| 4 травня 2020  | Швеція (Стокгольм)                           | Anna Mohr                     | 75 років  | Археолог |
| 5 травня 2020  | Росія (Москва)                               | Мікрін Євгеній Анатолійович   | 64 роки   | Конструктор ракетно-космічної техніки. Академік РАН |
| 5 травня 2020  | Росія (Москва)                               | Пархоменко Павло Павлович     | 97 років  | Радянський і російський вчений українського походження |
| 5 травня 2020  | Бразилія (Сан-Пауло)                         | Ciro Pessoa                   | 62 роки   | Співак і автор пісень |
| 5 травня 2020  | США (Нью-Йорк)                               | Kiing Shooter                 | 24 роки   | Американський репер |
| 5 травня 2020  | США                                          | Brian Axsmith                 | 57        | Палеоботанік, професор екології |
| 5 травня 2020  | Бразилія (Армасан-дус-Бузіус)                | João Kabeção                  | 47        | Скейтбордист |
| 6 травня 2020  | США (Нью-Йорк)                               | Джиммі Гленн                  | 89        | Екстренер Мухаммеда Алі |
| 6 травня 2020  |                                              | Jacques Reymond               | 69 років  | Гірськолижний тренер зі Швейцарії |
| 6 травня 2020  | Велика Британія (Кент)                       | Tariq Shafi                   | 61 рік    | Лікар-гематолог |
| 7 травня 2020  | Велика Британія                              | Ty                            | 47 років  | Британський репер |
| 7 травня 2020  | Іспанія (Мадрид)                             | Antonio González Pacheco      | 73 роки   | Франкістський полісмен і кат |
| 7 травня 2020  | Росія                                        | Амвросій (Юрасов)             | 81 рік    | Архімандрит РПЦ, який говорив про повстання сил пекла проти Путіна |
| 7 травня 2020  | Канада (Торонто)                             | Joyce Davidson                | 89 років  | Телеведучий |
| 7 травня 2020  | Франція                                      | Daniel Cauchy                 | 90 років  | Французький актор та продюсер фільмів |
| 7 травня 2020  | Німеччина (Гамбург)                          | Діана Бурбон-Пармська         | 87 років  | Французька аристократка, принцеса із кадетської гілки іспанської королівської родини |
| 8 травня 2020  | Греція (Афіни)                               | Dimitris Kremastinos          | 78        | Професор, кардіолог, колишній член парламенту Греції |
| 8 травня 2020  | США (Лас Вегас)                              | Рой Горн                      | 75 років  | Сценічний фокусник та підкорювач левів, учасник американського дуету ілюзіоністів Зігфрід і Рой |
| 8 травня 2020  | Бразилія (Ресіфі)                            | Vicente André Gomes           | 68 років  | Бразильський політик, депутат (1995—1999) |
| 8 травня 2020  | Бразилія (Жуан-Пессоа)                       | Lúcia Braga                   | 85 років  | Політик, федеральний депутат (1987—1995 and 2003—2007) |
| 8 травня 2020  | Бразилія (Ріо де Жанейро)                    | Jesus Chediak                 | 78 років  | Актор, режисер, продюсер і сценарист |
| 8 травня 2020  | Велика Британія                              | Carl Tighe                    | 70 років  | Автор, дослідник східноєвропейської літератури |
| 9 травня 2020  | Бразилія (Ріо-де-Жанейро)                    | Carlos José                   | 85 років  | Співак і автор пісень |
| 9 травня 2020  | Бразилія (Ріо-де-Жанейро)                    | Abraham Palatnik              | 92 роки   | Художник і винахідник |
| 9 травня 2020  | Німеччина (Мюнхен)                           | Johannes Beck                 | 97 років  | Єзуїтський священик та соціальний етик |
| 10 травня 2020 | Бразилія (Ріо-де-Жанейро)                    | David Corrêa                  | 82 роки   | Співак і автор пісень |
| 10 травня 2020 | Бразилія (Ріо-де-Жанейро)                    | Sérgio Sant'Anna              | 78 років  | Письменник |
| 10 травня 2020 | Індія (Колката)                              | Hari Vasudevan                | 68        | Історик |
| 10 травня 2020 | Росія (Твер)                                 | Горевой Гарій Семенович       | 80 років  | Російський військовик і науковець, кандидат технічних наук, доцент кафедри туризму і природокористування Тверського державного університету, майстер спорту СРСР з туризму (1989), дійсний член Російського Географічного товариства |
| 10 травня 2020 | Бангладеш (Дакка)                            | Anwarul Kabir Talukdar        | 76 років  | Міністр енергії, енергетики та мінеральних ресурсів Бангладеш (2006) |
| 10 травня 2020 | Кувейт                                       | Abdikani Mohamed Wa'ays       |           | Сомалійський дипломат. Посол в Єгипті та Арабській лізі |
| 10 травня 2020 | Сполучені Штати Америки (Оберндейл)          | Georgia Litwack               | 98 років  | Фотограф і фотожурналіст |
| 10 травня 2020 | Сполучені Штати Америки (Нью-Йорк)           | Nita Pippins                  | 93 роки   | Медсестра і активістка |
| 11 травня 2020 | Італія                                       | Alberto Carpani               | 64        | Співак |
| 11 травня 2020 | Велика Британія (Единбург)                   | Ann Katharine Mitchell        | 97 років  | Криптоаналітик і психолог |
| 12 травня 2020 | США                                          | Morris Hood III               | 54 роки   | Американський політик, колишній член Палати представників Мічигану та Сенату Мічигану |
| 12 травня 2020 | Канада (Монреаль)                            | Renée Claude                  | 80 років  | Співачка і акторка |
| 12 травня 2020 | Росія (Москва)                               | Вінберг Ернест Борисович      | 82 роки   | Радянський і російський математик, доктор фізико-математичних наук (1984) |
| 12 травня 2020 | Південноафриканська республіка (Йоганесбург) | Clarence Mini                 | 68 років  | Голова Ради медичних схем, активіст у боротьбі проти СНІДу |
| 13 травня 2020 | Росія                                        | Аліомаров Магомед Аліомарович | 67 років  | Радянський борець, радянський і російський тренер з боротьби, головний тренер жіночої збірної Росії з боротьби |
| 13 травня 2020 | Японія (Токіо)                               | Шобуші                        | 23        | Японський сумоїст |
| 13 травня 2020 | Мексика (Мехіко)                             | Yoshio                        | 60 років  | Співак |
| 13 травня 2020 | США (Чикаго)                                 | Riad Ismat                    | 72 роки   | Сирійський письменник і дипломат |
| 13 травня 2020 | США (Мінеола)                                | Jean Lau Chin                 | 75 років  | Клінічний психолог |
| 13 травня 2020 | Велика Британія (Лондон)                     | Afwerki Abraha                | 71        | Еритрейський дипломат |
| 13 травня 2020 | Франція (Ам'єн)                              | Patrick Simon                 | 64        | Мер міста Віллер-Бретонне (з 2008 р.), прихильник відносин Франції з Австралією |
| 14 травня 2020 | Бангладеш (Дакка)                            | Anisuzzaman                   | 83 роки   | Бангладешський письменник, активіст і Національний професор |
| 14 травня 2020 | Нідерланди (Босх і Дюйн)                     | Hans Cohen                    | 97 років  | Мікробіолог |
| 14 травня 2020 | США (Тусон)                                  | Sally Rowley                  | 88 років  | Виробник ювелірних виробів та захисник громадянських прав |
| 14 травня 2020 | США (Буффало)                                | Joey Giambra                  | 86 років  | Джазовий музикант |
| 15 травня 2020 | Швеція (Стокгольм)                           | Claes Borgström               | 75 років  | Адвокат і політик, омбудсмен з питань рівності (2000—2007) |
| 15 травня 2020 | Бразилія (Терезополіс)                       | Olga Savary                   | 86 років  | Письменниця, літературний критик |
| 15 травня 2020 | Канада (Оттава)                              | John Palmer                   | 77 років  | Режисер і драматург |
| 16 травня 2020 | Мексика (Мехіко)                             | Pilar Pellicer                | 82 роки   | Акторка |
| 16 травня 2020 | Росія                                        | Шудегов Віктор Євграфович     | 67 років  | Російський політик і фізик |
| 16 травня 2020 | США (Вудбрідж)                               | Вілсон Джерман                | 91 рік    | Дворецький Білого дому для 11 Президентів США |
| 17 травня 2020 | Бразилія (Жуан-Пессоа)                       | Wilson Braga                  | 88 років  | Політик, губернатор Параїби (1983—1987) та колишній федеральний депутат |
| 17 травня 2020 | Індія (Мумбаї)                               | Ратнакар Маткарі              | 81 рік    | Сценарист і продюсер фільмів |
| 17 травня 2020 | Бразилія (Ріо де Жанейро)                    | Rafael Fragoso                | 62        | Бізнесмен і спортсмен |
| 18 травня 2020 | Велика Британія (Нанітон)                    | Bill Olner                    | 78 років  | Колишній член парламенту Великої Британії |
| 18 травня 2020 | Велика Британія (Ліверпуль)                  | Vincent Malone                | 88 років  | Колишній єпископ-помічник Римо-католицької архієпархії Ліверпуля |
| 19 травня 2020 | США (Сент-Пол)                               | Annie Glenn                   | 100 років | Адвокат прав інвалідів та вдова Джона Гленна |
| 19 травня 2020 | Велика Британія                              | Ken Nightingall               | 92 роки   | Звукорежисер |
| 19 травня 2020 | Бразилія (Кампус-дус-Гойтаказіс)             | Gil Vianna                    | 54 роки   | Член Законодавчої Асамблеї Ріо-де-Жанейро (з 2017) |
| 20 травня 2020 | Пакистан (Лахор)                             | Shaheen Raza                  | 69        | Член парламенту Пенджабу |
| 20 травня 2020 | Пакистан (Карачі)                            | Syed Fazal Agha               | 78        | Губернатор Белуджистану, Пакистан |
| 20 травня 2020 | США (Ірвінг)                                 | Denis Farkasfalvy             | 83 роки   | Угорсько-американський римо-католицький священик і теолог |
| 20 травня 2020 | Росія                                        | Бєлий В'ячеслав Володимирович | 74 роки   | Радянський і російський фізик, доктор фізико-математичних наук |
| 20 травня 2020 | Румунія (Бухарест)                           | Пімен (Зайня)                 | 90 років  | Єпископ Румунської православної церкви, архієпископ Сучавський і Редеуцький. |
| 21 травня 2020 | Бельгія (Ауденарде)                          | Hugo Ryckeboer                | 84 роки   | Діалектолог |
| 21 травня 2020 | Бангладеш (Богура)                           | Kamrun Nahar Putul            | 65        | Бангладешський політик (1996—2001) |
| 21 травня 2020 | Сполучені Штати Америки (Ренделстаун)        | Mary J. Wilson                | 83 роки   | Перший афроамериканський старший хранитель зоопарку Меріленду в Балтиморі |
| 23 травня 2020 | Індія                                        | Jitendra Nath Pande           | 79        | Індійський професор медицини |
| 24 травня 2020 | Киргизстан (Бішкек)                          | Чолпонбаєв Мукар Шалтакович   | 70        | Киргизький політик |
| 24 травня 2020 | Бангладеш (Дакка)                            | Makbul Hossain                | 70        | Колишній член парламенту Бангладеш |
| 24 травня 2020 | Пакистан                                     | Hussain Ahmad Kanjo           |           | Пакистанський політик, колишній міністр наук і технологій |
| 24 травня 2020 | Бразилія (Жуан-Пессоа)                       | Dinaldo Wanderley             | 69 років  | Член Законодавчих зборів Параїби (2007—2010) |
| 24 травня 2020 | Росія (Москва)                               | Ферроні Віктор Енрикович      | 81 рік    | цирковий акробат, клоун, жонглер, музичний ексцентрик, представник циркової династії Ферроні |
| 25 травня 2020 | США (Шарлотт)                                | Marv Luster                   | 82 роки   | Футболіст |
| 25 травня 2020 | Сомалі (Могадішу)                            | Ismail Gamadiid               |           | Міністр сільського господарства, навколишнього середовища та зміни клімату Пунтленду |
| 26 травня 2020 | Росія (Москва)                               | Самвел Гаспаров               | 81 рік    | Радянський і російський кінорежисер |
| 26 травня 2020 | Росія (Москва)                               | Лопухін Володимир Михайлович  | 68 років  | Радянський економіст, міністр палива та енергетики Російської Федерації (1991—1992) |
| 27 травня 2020 | США (Бриджпорт)                              | Nicholas Rinaldi              | 86        | Американський поет і новеліст |
| 28 травня 2020 | США (Галвестон)                              | David Owen Brooks             | 65        | Засуджений вбивця, співучасник серійного вбивці Діна Корлла |
| 28 травня 2020 | США (Маямі)                                  | Едді Мослі                    | 73 роки   | Американський серійний убивця |
| 28 травня 2020 | Франція (Париж)                              | Claude Goasguen               | 75 років  | Депутат Національної асамблеї Франції |
| 28 травня 2020 | Пакистан (Пешавар)                           | Fakhruddin Syed               |           | Журналіст |
| 28 травня 2020 | Демократична Республіка Конго (Букаву)       | Celine Fariala Mangaza        | 52 роки   | Активіст з інвалідністю |
| 28 травня 2020 | Сполучені Штати Америки (Арлінгтон)          | Robert M. Laughlin            | 85 років  | Антрополог та лінгвіст |
| 29 травня 2020 | Бразилія (Форталеза)                         | Evaldo Gouveia                | 91 рік    | Співак і автор пісень |
| 29 травня 2020 | Бразилія (Жуан-Пессоа)                       | Célio Taveira                 | 79 років  | Футболіст |
| 29 травня 2020 | Росія                                        | Балмусов Юльєн Сергійович     | 79 років  | Радянський і російський актор театру та кіно. Заслужений артист РРФСР |
| 31 травня 2020 |                                              | Dan van Husen                 | 75 років  | Німецький актор |

## Червень 2020
| Дата смерті    | Країна (місто)                            | Ім'я                             | Вік       | Примітки |
| -------------- | ----------------------------------------- | -------------------------------- | --------- | --- |
| 1 червня 2020  | Росія (Чебоксари)                         | Варнава (Кедров)                 | 89        | Єпископ РПЦ. Митрополит Чебоксарський і Чуваський (з 1976 року). Голова Чувашської митрополії                                                                    |
| 1 червня 2020  | Сполучені Штати Америки (Оберн)           | Pat Dye                          | 80 років  | гравець у американський футбол, тренер та адміністратор легкої атлетики в коледжі                                                                                |
| 2 червня 2020  | Бразилія (Ріо де Жанейро)                 | Jimy Raw                         | 58 років  | Теле і радіоведучий |
| 2 червня 2020  | Пакистан (Карачі)                         | Ghulam Murtaza Baloch            | 55        | Член Провінційного зібрання Сінд (з 2016) |
| 2 червня 2020  | США (Лос-Анджелес)                        | Chris Trousdale                  | 34 роки   | Актор і співак |
| 3 червня 2020  | Пакистан (Лахор)                          | Shaukat Manzoor Cheema           | 66 років  | Член Провінційної Асамблеї Пенджабу (з 2008) |
| 3 червня 2020  | Пакистан                                  | Mian Jamshed Uddin Kakakhel      | 65 років  | Член Провінційного зібрання Хібер-Пахтунхва (з 2018) |
| 3 червня 2020  | Бразилія (Куяба)                          | Adriano Silva                    | 49 років  | Член Законодавчої Асамблеї Мато Гроссо (2016) |
| 3 червня 2020  | Росія (Москва)                            | Шириншо Шотемор                  | 87 років  | Радянський, російський і таджицький лікар-рентгенолог. Кандидат медичних наук, доцент                                                                            |
| 4 червня 2020  | Бразилія (Сан-Паулу)                      | Fabiana Anastácio                | 45 років  | Співачка |
| 4 червня 2020  | Бразилія (Ріо де Жанейро)                 | Dulce Nunes                      | 90 років  | Акторка, автор і виконавець пісень |
| 5 червня 2020  | Бразилія (Ріо де Жанейро)                 | Carlos Lessa                     | 83 роки   | Президент Бразильського банку розвитку (2003—2004) |
| 5 червня 2020  | Іспанія (Мадрид)                          | Antonio Rodríguez de las Heras   | 72 роки   | Історик |
| 6 червня 2020  |                                           | Dietmar Seyferth                 | 91 рік    | Американський хімік німецького походження |
| 6 червня 2020  | Білорусь                                  | Петро (Карпусюк)                 | 61 рік    | єпископ Білоруського екзархату Російської православної церкви, єпископ Дятловський, вікарій Новогрудської єпархії.                                               |
| 7 червня 2020  | Мексика (Мехіко)                          | Manuel Felguérez                 | 91 рік    | Художник-абстракціоніст |
| 7 червня 2020  | Сполучені Штати Америки (Чикаго)          | Lynika Strozier                  | 35 років  | Біолог |
| 8 червня 2020  | Пакистан (Карачі)                         | Sardar Dur Muhammad Nasir        | 61 рік    | Член Провінційних зборів Белуджистану (2013—2018) |
| 8 червня 2020  | Бурунді (Карузі)                          | П'єр Нкурунзіза                  | 55 років  | Президент Бурунді (з 2005) |
| 9 червня 2020  | Гаїті                                     | Еммануель Кантав                 |           | Міністр соціальної політики Гаїті |
| 9 червня 2020  | Перу (Ліма)                               | Luis Repetto                     | 66 років  | Музеєзнавець і телеведучий |
| 9 червня 2020  | Росія (Самара)                            | Серафим (Глушаков)               | 51 рік    | єпископ Російської православної церкви, колишній єпископ Анадирський і Чукотський (2011—2015)                                                                    |
| 10 червня 2020 | Індія (Ченнаї)                            | Jayaraman Anbazhagan             | 62 роки   | Член Законодавчої Асамблеї Тамілнаду (2001—2006, з 2011) |
| 10 червня 2020 | Росія (Москва)                            | Трушкін Анатолій Олексійович     | 78 років  | Радянський і російський письменник-сатирик, сценарист і телеведучий                                                                                              |
| 10 червня 2020 | Іспанія (Луго)                            | Araceli Herrero Figueroa         | 71 рік    | Письменник |
| 10 червня 2020 | Афганістан (Кабул)                        | Haidari Wujodi                   | 80–81     | Поет і вчений |
| 11 червня 2020 | Азербайджан (Баку)                        | Теймур Мустафаєв                 | 81 рік    | Народний артист Азербайджану, співак |
| 12 червня 2020 | Росія (Тува)                              | Чилгичи Ондар                    | 64 роки   | Екс-депутат Держдуми РФ, драматург |
| 12 червня 2020 | Росія                                     | Іващенко Валентин Володимирович  | 69 років  | Засновник, організатор і активний діяч українського руху у Башкортостані та Санкт-Петербурзі                                                                     |
| 12 червня 2020 | Індія (Нью Делі)                          | Anand Mohan Zutshi Gulzar Dehlvi | 93 роки   | Поет |
| 12 червня 2020 | Ірак (Багдад)                             | Ali Hadi Mohsin                  | 53 роки   | Футболіст |
| 12 червня 2020 | Росія                                     | Васильєв Андрій Юрійович         | 59 років  | Російський письменник, драматург, актор, режисер, педагог |
| 13 червня 2020 | Бангладеш (Дакка)                         | Sheikh Md Abdullah               | 74 роки   | Державний міністр у справах релігій Бангладеш |
| 13 червня 2020 | Нікарагуа (Манагуа)                       | Edén Pastora                     | 83 роки   | Засновник Демократичного революційного союзу Нікарагуа, політик                                                                                                  |
| 13 червня 2020 | Бангладеш                                 | Mohammed Nasim                   | 72 роки   | Колишній міністр державних справ Бангладеш |
| 14 червня 2020 | Мексика (Гвадалахара)                     | Аарон Паділья Гутьєррес          | 77 років  | Мексиканський футболіст |
| 14 червня 2020 | Південноафриканська Республіка (Кейптаун) | Elsa Joubert                     | 97 років  | Письменниця |
| 14 червня 2020 | Демократична республіка Конго (Кіншаса)   | Pierre Lumbi                     |           | Міністр закордонних справ (1992—1994) і Державний міністр з питань інфраструктури, громадських робіт та реконструкції (2007—2010) Демократичної республіки Конго |
| 14 червня 2020 | Ірак                                      | Tawfiq al-Yasiri                 |           | Політик |
| 14 червня 2020 | Росія (Москва)                            | Аюпов Абрек Ідрісович            | 84        | Радянський і російський військовий і вчений, генерал-полковник (1993), доктор технічних наук (1987), професор (1991), академік РАРАН (1993)                      |
| 14 червня 2020 | Гватемала (Гватемала Сіті)                | Haroldo Rodas                    | 74 роки   | Міністр закордонних справ Гватемали (2008—2012) |
| 14 червня 2020 | Індія (Нью Делі)                          | Raj Mohan Vohra                  | 88 років  | Індійський генерал-лейтенант |
| 15 червня 2020 | Бразилія (Терезіна)                       | Zé Gentil                        | 80 років  | Член Законодавчої Асамблеї Маранхао (1987—1991; 1995—1999 і з 2019)                                                                                              |
| 15 червня 2020 | Італія (Мілан)                            | Giulio Giorello                  | 75 років  | Філософ, математик та гносеолог |
| 15 червня 2020 | Нігерія (Лагос)                           | Adebayo Osinowo                  | 64 роки   | Нігерійський сенатор (з 2019) |
| 15 червня 2020 | Бангладеш (Дакка)                         | Badar Uddin Ahmed Kamran         | 69        | Політик, колишній мер міста Сілхет |
| 15 червня 2020 | Бразилія (Ріо де Жанейро)                 | Renato de Jesus                  | 57 років  | Член Законодавчої Асамблеї Ріо-де-Жанейро (1995—2002; 2005—2006 і 2008—2010)                                                                                     |
| 16 червня 2020 | Індія (Мумбаї)                            | Haribhau Jawale                  | 67 років  | Член Лок Сабха (2009—2019) |
| 16 червня 2020 | Бразилія                                  | Paulinho Paiakan                 | 66        | Лідер корінного народу Каяпо |
| 17 червня 2020 | Нігерія (Лагос)                           | Dan Foster                       |           | Американський радіо-діджей |
| 17 червня 2020 | Бразилія (Порту-Велью)                    | Mário Calixto Filho              | 73 роки   | Бразильський сенатор (2004—2005) |
| 17 червня 2020 | Сполучені Штати Америки (Лос-Анджелес)    | Trần Ngọc Châu                   | 96        | В'єтнамський солдат і політик |
| 18 червня 2020 | Росія (Санкт-Петербург)                   | Ігнатьєв Михайло Васильович      | 58 років  | Російський політик. Голова Чувашії (2010—2020) |
| 20 червня 2020 | Бангладеш (Дакка)                         | Kamal Lohani                     | 85 років  | Генеральний директор Академії Шилпакала (2009—2011) |
| 20 червня 2020 | Пакистан (Карачі)                         | Mufti Muhammad Naeem             | 64        | Пакистанський релігійний діяч |
| 20 червня 2020 | Бразилія (Ріо де Жанейро)                 | Sylvio Capanema                  | 82        | Юрист |
| 20 червня 2020 | Сполучені Штати Америки (Нью-Йорк)        | Joseph Ferris                    | 85 років  | Член Асамблеї штату Нью-Йорк (1975—1984) |
| 21 червня 2020 | Бразилія (Форталеза)                      | Marconi Alencar                  | 81 рік    | Член Законодавчої Асамблеї Сеара (1971—1987) |
| 21 червня 2020 | Угорщина (Кіштарча)                       | György Bálint                    | 100 років | Садівник, член Національної асамблеї Угорщини (1994—1998) |
| 21 червня 2020 | Пакистан (Карачі)                         | Talib Jauhari                    | 80 років  | Ісламський учений |
| 21 червня 2020 | Чилі (Сантьяго)                           | Bernardino Piñera                | 104 роки  | Римо-католицький єпископ Темуко (1960—1977) та архієпископ Ла-Серена (1983—1990)                                                                                 |
| 21 червня 2020 | Ірак (Багдад)                             | Ахмед Раді                       | 56 років  | Іракський футболіст |
| 21 червня 2020 | Сполучені Штати Америки (Індіанаполіс)    | Ken Snow                         | 50 років  | Американський футболіст |
| 21 червня 2020 | Мексика                                   | Reynaldo Salazar                 | 65 років  | Атлет |
| 21 червня 2020 | Росія (Москва)                            | Уткін Анатолій Іванович          | 76 років  | Російський і радянський історик, доктор історичних наук |
| 23 червня 2020 | Росія (Кизил)                             | Джамбел Лодой                    | 44 роки   | Російський релігійний діяч, верховний лама Тиви (2005—2010, 2019—2020)                                                                                           |
| 23 червня 2020 | Республіка Конго (Браззавіль)             | Jean-Michel Bokamba-Yangouma     | 80        | Генеральний секретар Конголезької конфедерації профспілок (1974—1997)                                                                                            |
| 23 червня 2020 | Велика Британія                           | Arthur Keaveney                  | 68 років  | Історик-класицист |
| 24 червня 2020 | Швеція                                    | Mohammed Yaseen Mohammed         | 57 років  | Іракський олімпійський важкоатлет |
| 24 червня 2020 | Бразилія (Боа Віста)                      | Bernaldina José Pedro            | 75 років  | Племінний вождь, активіст |
| 25 червня 2020 | Нігерія (Лагос)                           | Abiola Ajimobi                   | 70 років  | Нігерійський сенатор (2004—2007) і губернатор штату Ойо (2011—2019)                                                                                              |
| 25 червня 2020 | Бразилія (Макапа)                         | Papaléo Paes                     | 67 років  | Бразильський сенатор (2003—2011) і віце-губернатор Амапи (2015—2018)                                                                                             |
| 26 червня 2020 | Пакистан (Карачі)                         | Munawar Hasan                    | 78 років  | Член Національної Асамблеї Пакистану (1977) та Емір Джамаат-е-Ісламі (2009—2014)                                                                                 |
| 26 червня 2020 | Бразилія (Салвадор)                       | Félix Mendonça                   | 92 роки   | Член Палати депутатів Бразилії (1983—1987 і 1991—2011) |
| 26 червня 2020 | Афганістан (Кабул)                        | Faqir Nabi                       | 67        | Афганський кіно та Боллівудський актор |
| 26 червня 2020 | Росія (Нальчик)                           | Гуртуєв Саліх Султанбекович      | 82 роки   | Народний поет Кабардино-Балкарської Республіки |
| 27 червня 2020 | Філіппіни                                 | Antonio Cuenco                   | 84 роки   | Член Палати представників Філіппін (1965—1969; 1987—1998 і 2001—2010)                                                                                            |
| 27 червня 2020 | Сербія (Белград)                          | Ілія Петкович                    | 74 роки   | Югославський та сербський футболіст та футбольний тренер |
| 28 червня 2020 | Нігерія (Gwagwalada)                      | Nasir Ajanah                     | 64        | Головний суддя штату Когі (з 2004) |
| 28 червня 2020 | Бангладеш (Дакка)                         | Md. Shahjahan Ali Talukder       | 65        | Член Джатія Сангсад (1988—1990) |
| 29 червня 2020 | Бангладеш (Дакка)                         | Abdullah al Mohsin Chowdhury     | 57 років  | Державний службовець Бангадеш, міністр оборони (з 2020 року) |